# 野村嘉六
野村 嘉六（のむら かろく、1873年〈明治6年〉8月10日 - 1952年〈昭和27年〉1月17日）は、日本の政治家、弁護士。衆議院議員（立憲国民党→立憲同志会→憲政会→立憲民政党→翼賛議員同盟）、富山市長、貴族院勅選議員などを務めた。幼名は安次郎。

## 経歴
富山県婦負郡鵜坂村（現在の富山市）生まれ。1893年（明治26年）東京法学院（現在の中央大学）卒業。1898年（明治31年）に弁護士試験に合格し、1902年（明治35年）から判事として、富山・敦賀・大津の裁判所で勤務した。1906年（明治39年）に退官して富山市で弁護士を開業した。富山弁護士会長も務めた。
1911年（明治44年）3月、富山県会議員補欠選挙に婦負郡選挙区から立候補して当選した。同年9月に退任した。
1912年（明治45年）の第11回衆議院議員総選挙に当選し、1942年（昭和17年）まで連続10回当選を重ねた。その間、加藤高明内閣・第1次若槻内閣で商工参与官を、濱口内閣で文部政務次官を務めた。また、1921年（大正10年）5月には富山市会議員に当選した。さらに、1934年（昭和9年）12月20日には富山市長に選出された。1935年（昭和10年）5月14日に富山市長を辞職した。
1946年7月8日、貴族院議員に勅選され、同和会に所属し1947年（昭和22年）5月2日の貴族院廃止まで在任した。
1952年1月17日22時15分、胃潰瘍のため東京都豊島区の自宅で死去した。